# Романова, Мария Владимировна
Мари́я Влади́мировна Рома́нова (род. 23 декабря 1953, Мадрид, Испания) — общественный деятель. Единственный ребёнок Владимира Кирилловича Романова (сына российского великого князя Кирилла Владимировича, провозгласившего себя в 1924 году императором в изгнании). С точки зрения сторонников её прав на российский престол (кирилловцы), является де-юре Императрицей Всероссийской под именем Мария I. Приняла титул главы Российского Императорского Дома.
Интересы Марии Романовой в России представляет созданная в 2003 году российская некоммерческая организация в форме учреждения «Канцелярия Главы Российского Императорского дома Её Императорского Высочества Государыни Великой Княгини Марии Владимировны».

## Биография
Родилась в Испании. Училась в Оксфордском университете. Живёт в Испании.
В 1976 году вступила в брак с принцем Францем Вильгельмом Прусским (в православии был великим князем Михаилом Павловичем). На венчании, прошедшем в Мадриде 22 сентября 1976 года в церкви Святых Апостола Андрея Первозванного и Великомученика Димитрия Солунского, присутствовали: король Испании Хуан Карлос I и королева София, король Италии Умберто II, Царь Болгарии Симеон II, вдовствующая Царица Болгарии Иоанна, Королева Египта Фарида с дочерью, Король Албании в изгнании Лека I с супругой, Николай, принц Румынии с супругой, Глава Португальского Королевского Дома Дуарте Пиу (герцог Браганса), члены Испанского Королевского Дома, Грузинского Царского Дома, Шлейзвиг-Голштинского Герцогского Дома, Ольденбургского Герцогского Дома, Кармен Франко, 1-я Герцогиня Франко, военные, дипломаты и представители русской эмиграции. По благословению Архиерейского Синода Русской православной церкви заграницей на церемонию была доставлена Курская Коренная икона Божией Матери.
От этого брака 13 марта 1981 года родила в Мадриде сына, получившего имя Георгий Михайлович. 19 июня 1985 года брак был расторгнут, Франц-Вильгельм при этом остался в православной вере. Мария Владимировна и её бывший супруг являются братом и сестрой в шестом колене, оба потомки прусского короля Фридриха Вильгельма III и Луизы Мекленбург-Стрелицкой.
В 1989 году после смерти Василия Александровича, за неимением других наследников мужского пола (по мнению Владимира Кирилловича), была провозглашена своим отцом наследницей Российского престола. В 1992 году после смерти Владимира Кирилловича издала «Манифест о принятии Главенства в Российском Императорском Доме» и объявила своего сына Георгия — Наследником-Цесаревичем.

## Титул
Использует титул Великой Княгини, называет себя главой Российского императорского дома. Вопрос правомерности использования такого титула является предметом спора с лицами, принадлежащими к ветви «Николаевичей», к которой относился начавший тот спор великий князь Николай Николаевич-младший. Мария Владимировна — потомок британской королевы Виктории, через свою бабушку, Викторию Мелиту.
Мария Владимировна обосновывает свои права на престол тем, что согласно закону Российской империи о престолонаследии и Учреждению об императорской фамилии, она после смерти отца унаследовала право на престол и на главенство в Российском императорском доме в соответствии со статьёй 30 Основных Законов Российской империи. Сам Российский императорский дом по версии Марии Владимировны состоит из самой Марии и её сына Георгия. Всех остальных Романовых они называют рождёнными в морганатических браках (это определение относится к тем, чьи отцы в 1930-х годах признавали Кирилла Владимировича претендентом на престол и получили от него титулы светлейших князей) или же незаконнорождёнными (в отношении тех, кто не признавал этих прав).
Как глава Российского императорского дома Мария Владимировна признаётся Русской православной церковью и рядом общественно-политических организаций (в частности, «Российским монархическим общественным движением», «Российским Имперским Союзом-Орденом», «Общероссийским общественным движением „За Веру и Отечество“» и «Общероссийской общественной организацией „Союз потомков Российского Дворянства — Российское Дворянское Собрание“»), властями непризнанной Приднестровской Молдавской Республики, а также частью зарубежной монархической общественности.
Официального государственного статуса у Российского императорского дома в России нет; предпринимались попытки его получить в той или иной форме.
22 декабря 2011 года президент непризнанной Приднестровской Молдавской Республики Игорь Смирнов подписал Указ «О статусе Российского Императорского Дома в Приднестровской Молдавской Республике». Согласно этому указу, на территории самопровозглашённой Приднестровской Молдавской Республики Российский императорский дом признаётся уникальной исторической институцией без прав юридического лица, принимающей участие в патриотическом и духовно-нравственном воспитании граждан Приднестровской Молдавской Республики, сохранении историко-культурного наследия, традиций приднестровского общества.
Михаилом Павловичем Романовым-Ильинским, возглавляющим организацию «Объединение членов рода Романовых», её право на российский престол не признаётся.
Кроме того, достаточно сложен вопрос о равнородности самого брака, от которого родилась Мария Владимировна. Некоторая часть монархистов считает его морганатическим, поскольку таковым в 1911 году был признан другой брак между княжной императорской крови Татьяной Константиновной и грузинским князем Багратион-Мухранским, часть же — не считает, поскольку заключённый в 1946 году брак инфанты Мерседес с князем Ираклием Георгиевичем Багратион-Мухранским таковым признан был. Ввиду того, что вместе с тем, в 1946 году, ещё до знакомства Владимира Кирилловича и Леониды Георгиевны, в связи с предстоящим браком её брата — Ираклия Георгиевича Багратион-Мухранского (1909—1977) и испанской инфанты Марии де лас Мерседес, от Испанского королевского дома поступил запрос к Владимиру Кирилловичу (считавшемуся монархами Европы главой Российского императорского дома) о статусе Багратион-Мухранских. 5 декабря 1946 года особым актом Владимир Кириллович признал царское достоинство Багратион-Мухранских, их право именоваться князьями Грузинскими и титуловаться Царскими Высочествами. Главой Грузинского царского дома был признан отец Леониды Георгиевны — Георгий Александрович Багратион-Мухранский. Этот статус был признан и Испанским королевским домом, согласившимся на брак инфанты Марии с князем Ираклием.
Приходится двоюродной тётей германскому принцу Николаю Кирилловичу Лейнингенскому, который также заявил права на престол и на этом основании возглавил российский политический проект Романовская Империя под именем императора Николая III.

## Общественная деятельность в России
С начала 1990-х годов посещает бывшее пространство Российской империи: Россию, Украину, Грузию, Белоруссию, Армению, Узбекистан и Приднестровье. Ведёт программы, связанные с церковной и детской благотворительностью, в частности, в 2010 году ею были переданы частицы Креста Господня Свято-Иоанновскому монастырю на Карповке в Санкт-Петербурге, частица мощей Святой Екатерины Екатерининскому Собору в Царском Селе и т. д.
1 декабря 2005 года её представитель направил в Генеральную прокуратуру Российской Федерации заявление о реабилитации как жертв политических репрессий расстрелянных в 1918 году последнего российского императора Николая II и членов его семьи; по этому заявлению, после ряда отказов в его удовлетворении, 1 октября 2008 года Президиум Верховного суда Российской Федерации принял решение (несмотря на мнение Генеральной прокуратуры Российской Федерации, заявлявшей, что требования о реабилитации не соответствуют положениям федерального законодательства ввиду того, что данные лица не были арестованы по политическим мотивам, а решение о расстреле судом не принималось) о реабилитации последнего российского императора Николая II и членов его семьи. 30 октября того же года сообщалось, что Генеральная прокуратура Российской Федерации приняла решение о реабилитации 52 человек из окружения императора Николая II и его семьи.
В декабре 2008 года приняла под своё покровительство Российский государственный торгово-экономический университет.
28 июня 2009 года директор её канцелярии Александр Закатов сообщил о желании Российского императорского дома Романовых вернуться в Россию; её адвокат пояснил: «Мы говорим о восстановлении институции. Императорский дом с 1917 года находится в изгнании. А с учётом уникальной исторической и культурной роли его участие в жизни российского общества могло бы быть большим. <…> В качестве примера следует использовать статус Русской православной церкви. Это общественная организация, которая отделена от государства, однако она участвует во всех общественных мероприятиях, обладает авторитетом и влиянием» В связи с этим заявлением глава синодального отдела РПЦ по взаимодействию с общественными организациями Всеволод Чаплин сказал: «Конечно, статус религиозной организации, какой является Русская православная церковь, императорскому дому вряд ли подходит. Но в то же время через диалог с органами власти и обществом императорский дом мог бы найти форму присутствия в России».
1 и 2 июля 2011 года по официальному приглашению князя Монако совместно с сыном присутствовала на богослужениях и светских торжествах по случаю бракосочетания Альбера II с его невестой Шарлен Уиттсток.
25 апреля 2012 года сторожевой корабль «Ярослав Мудрый» был передан под шефство главы Российского императорского дома великой княгини Марии Владимировны.
В 2013 году возглавила ряд общественных, благотворительных, культурных и научных мероприятий в России и за рубежом, посвящённых 400-летию Дома Романовых. Взяла под своё покровительство престижную литературную премию Наследие, учреждённую Российским Императорским Домом совместно с Российским союзом писателей в 2013 году. Премия ставит перед собой цель поиска талантливых произведений, посвящённых России, её многовековой истории и патриотизму. Поэты с любовной, философской и гражданской лирикой также имеют шанс на номинацию, но при условии действительно высокохудожественных произведений. По итогам года выпускается элитное издание серии книг номинантов премии и регистрируется в Российской Книжной палате, которая отправляет их в основные государственные библиотеки. 16 июля 2013 года Священный синод Русской православной церкви постановил: «Отметить высокий уровень празднования 400-летия Дома Романовых и поблагодарить главу Российского императорского дома великую княгиню Марию Владимировну за участие в мероприятиях, приуроченных к этой дате».
С 2014 года Председатель попечительского совета Императорского Фонда исследования онкологических заболеваний.
В 2014 году поддержала аннексию Крыма Российской Федерацией. В 2018 году в ознаменование 235-летия вхождения Крымского полуострова в состав Российской империи Мария Владимировна и её сын Георгий Михайлович совершили поездку в Крым. С 28 мая и по 3 июня они посетили Симферополь, Севастополь, Феодосию. Кроме того, в субботу 2 июня в ходе визита в Керчь императорская семья проехала на российском автомобиле LADA Largus по Крымскому мосту, за рулём был сам Георгий Михайлович.
В марте 2022 года уклончиво высказалась по поводу вторжения России на Украину, заявив, что императорский род не чувствует себя вправе высказывать политическую позицию (по поводу вторжения России на Украину), поскольку «нет полной информации, которая позволила бы сделать справедливое суждение без риска непреднамеренного вреда».

## Награды
- Орден святой равноапостольной княгини Ольги I степени (Русская православная церковь, 2004 год)[43]
- Дама Большого креста чести и преданности Мальтийского ордена[44]
- Дама Большого креста Португальского Королевского Ордена Крыла Святого Михаила[45]
- Орден Святой Параскевы I степени (Православная церковь Молдовы Московского патриархата, 2009 год)[46]
- Орден Святой Великомученицы Варвары I степени (Украинская православная церковь (Московского патриархата), 2011 год)[47].
- Орден Республики (Приднестровье, 2009 год)[19].
- Синодальный Знаменский Орден Курской Коренной Божьей Матери 1-й степени (Русская православная церковь заграницей Московского патриархата, 2013 год)[48]
- орден Святого благоверного князя Даниила Московского I степени (Русская православная церковь, 26 марта 2009 года)[49];
- Орден Святителя Иоанна Шанхайского и Сан-Францисского I степени (Русская православная церковь заграницей Московского патриархата, 2010 год)[50]
- Орден «За заслуги» (Ингушетия, 2012 год)[51]
- Орден преподобного Сергия Радонежского I степени (Русская православная церковь, 2014 год) — во внимание к трудам на благо Церкви и в связи с 60-летием со дня рождения[52]
- Юбилейная медаль «70 лет Новгородской области» (Новгородская область, 2015 год)[53]
- Почётный знак «Во славу Жен-Мироносиц» (Волгоградская и Камышинская епархия Русской Православной Церкви, 16 мая 2005 года)[54]
- Почётный гражданин города Агридженто (Италия, 12 декабря 2008 года)[55].
- Почётный член Императорского православного палестинского общества (2012 год)[56].
- Почётный член Российской академии художеств (2013 год)[57].
- Лауреат Международной премии «Человек года — 2012» (2012 год, Русский биографический институт) — за подвижническую деятельность в области культуры, образования, благотворительности и в связи с 400-летием Дома Романовых[58].
- Почётный член Союза писателей Республики Крым (2018 год)[59].

## Взгляды
В обращениях и интервью постоянно подчёркивает, что, являясь носительницей идеала православной законной монархии, она ни в коем случае не хочет навязать россиянам монархический строй против их воли, не намерена заниматься политической и тем более оппозиционной деятельностью, но всегда готова служить своему народу и использовать для России весь духовный и исторический потенциал Российского императорского дома.
Выступает за отмену конституционных ограничений на два президентских срока:

«Говорить о восстановлении монархии преждевременно, однако необходимо, конечно, возрождать лучшее в наших традициях», — считает великая княгиня. На её взгляд, ограничение пребывания Президента у власти в России двумя сроками является «ограничением народного волеизъявления».
Окончательное возвращение Императорского дома в Россию, по её мнению, возможно только тогда, когда будет решён вопрос о правовом статусе императорского дома как исторической корпорации.
Является принципиальной противницей реституции, «никогда не требовала и не просила себе вернуть что-либо из национализированного имущества и не советует этого делать никому».